# Гринхорн (Орегон)
Гринхорн (англ. Greenhorn) — город в США, в округах Бейкер и Грант штата Орегон. Он находится на обеих сторонах хребта Блу-Маунтинс, поэтому находится как в округе Грант, так и в округе Бейкер. Поскольку большая часть города расположена в округе Бейкер, а первые жители считали расположенный неподалёку Бейкер-Сити более подходящим для жизни, в административном плане он отнесён к округу Бейкер.
По данным переписи 2000 года, в городе проживало 0 человек, было 7 единиц жилья. По данным переписи 2010 года, население также составляло 0 человек, было 10 единиц жилья. К 2020 году численность населения увеличилась до 3 человек.

## История
Гринхорн был впервые заселён в 1860-х годах, когда шахтёры начали искать в нём золото. Он был нанесён на карту в 1904 году, хотя в период с 1900 по 1910 год он потерял две трети своего населения. Горнодобывающий район первоначально состоял из россыпных рудников, но вскоре здесь появилось много золотых рудников. Город был зарегистрирован в 1903 году, а в 1910 году его население составляло 28 человек. Он продолжал оставаться активным городом до 1942 года, когда во время Второй мировой войны добыча золота была объявлена незаконной в соответствии с Федеральным публичным законом 208.
В последующие годы старая Гринхорнская тюрьма (построенная примерно в 1910 году) была перенесена в Каньон-Сити. Было инициировано судебное разбирательство о её возвращении, но поскольку город расположен по обе стороны хребта Блу-Маунтинс, окружные прокуроры округов Бейкер и Грант не смогли даже согласовать, где находится суд. В конечном итоге дело было рассмотрено окружным судом округа Грант в Каньон-Сити, штат Орегон, где тюрьма находится по сей день.

## География
По данным Бюро переписи населения США, общая площадь города составляет 0,26 км², вся территория — суша.
Город расположен в горах Гринхорн, небольшом хребте в пределах более обширных гор Блу-Маунтинис, и окружён национальными лесами Малер и Валлова-Уитмен.
Гринхорн находится на высоте 1919 метров над уровнем моря и является самым высокогорным городом в Орегоне. Город также уникален тем, что город был основан на земле, которая изначально была запатентована в Соединенных Штатах для застройки города (а не для заселения отдельными лицами).

## Демография
| Год переписи                          | Нас. |  | %± |
| ------------------------------------- | ---- |  | -- |
| 2020                                  | 3    |  | —  |
| 2020–2020 Десятилетняя перепись в США |      |  |    |

По данным переписи 2000 года, в городе не было жителей. Та же самая ситуация наблюдалась и в переписи 2010 года. В 2013 году газета Baker City Herald сообщала, что в Гринхорне проживало два «круглогодичных» жителя. В это время газета также отмечала, что в городе насчитывалось около 13 домиков и 20 временных жителей. По данным переписи 2020 года население города составило три жителя.

## Городской совет
По состоянию на 2015 год городской совет возглавлял Зак Келлермейер и Брэд Пойсер из Орегон-Сити, Натан Райт из Ла-Гранда и Кит Рофинот из Тайгарда. Мэр Дейл МакЛаут живёт в Молалле.